# Eros live
Eros live è un album del cantautore italiano Eros Ramazzotti. Uscito il 23 ottobre 1998, contiene alcuni tra i più famosi pezzi del cantautore, registrati durante i suoi concerti in giro per il mondo.
Tra questi sono presenti anche il duetto con Joe Cocker in Difenderò e Tina Turner in Cose della vita / Can't stop thinking of you.

## Tracce
1. Io amerò – 2:43
2. Un'altra te – 4:57
3. Solo con te – 2:23
4. L'uragano Meri – 4:55
5. Cuori agitati – 4:16
6. Un cuore con le ali – 3:55
7. That's All I Need to Know / Difenderò – 4:36 – con Joe Cocker
8. Cuanto amor me das – 4:19
9. Lei però – 5:07
10. Stella gemella – 5:07
11. Cose della vita / Can't stop thinking of you – 5:06 – con Tina Turner
12. La cosa mas bella – 4:45
13. Adesso tu – 3:27
14. Dove c'è musica – 4:49
15. Senza perderci di vista – 13:17

## Musicisti
- Eros Ramazzotti - voce
- Alfredo Golino - batteria
- Steve Grove - tastiera, sax
- Claudio Guidetti - chitarra
- Donald Kirkpatrick - chitarra
- James Ralston - chitarra
- Paul Warren - chitarra
- Luca Scarpa - tastiera
- Flavio Scopaz - basso
- Chris Stainton - pianoforte
- Emanuela Cortesi - cori
- Stefano De Maco - cori
- Monica Magnani - cori

## Classifiche
| Classifica (1998) | Posizione massima |
| ----------------- | ----------------- |
| Austria           | 12                |
| Belgio (Fiandre)  | 13                |
| Belgio (Vallonia) | 9                 |
| Europa            | 12                |
| Francia           | 7                 |
| Germania          | 9                 |
| Grecia            | 9                 |
| Italia            | 6                 |
| Norvegia          | 38                |
| Paesi Bassi       | 44                |
| Svezia            | 46                |
| Svizzera          | 6                 |

### Classifiche di fine anno
| Classifica (1998) | Posizione |
| ----------------- | --------- |
| Belgio (Vallonia) | 43        |
| Belgio (Fiandre)  | 53        |
| Italia            | 84        |